# He Hanbin
He Hanbin (født 10. januar 1986 i Nanchang) er en kinesisk badmintonspiller. Hans største internationale resultat, var da han repræsenterede Kina under Sommer-OL 2008 i Beijing, Kina og vandt en bronzemedalje sammen med Yu Yang.  